# Кодекс фитосоциологической номенклатуры
Кодекс фитосоциологической номенклатуры — документ, определяющий порядок выделения новых синтаксонов, конструирование их названий, их видоизменение и отмену. Цель Кодекса — охрана приоритетных прав учёных, впервые описавших тот или иной синтаксон, строгие правила конструирования названий и требование обязательного документирования описываемых синтаксонов фитоценологическими таблицами (то есть таблицами полных геоботанических описаний). Синтаксон, описанный в соответствии с требованиями Кодекса, обладает валидностью, то есть законностью, и признаётся всеми фитоценологами.
Впервые опубликован в 1976 году. На русском языке — в 1988 году.